# Seine-Maritime
Seine-Maritime is een Frans departement in de regio Normandië.

## Geschiedenis
Het departement was een van de 83 departementen die werden gecreëerd tijdens de Franse Revolutie, op 4 maart 1790 door uitvoering van de wet van 22 december 1789, uitgaande van de Vexin een deel van Normandië. Destijds droeg het departement nog de naam Seine-Inférieure.
Op 18 januari 1955 werd de naam gewijzigd in Seine-Maritime.

## Geografie
Seine-Maritime is omgeven door de departementen Somme, Oise en Eure, en ligt aan het Kanaal en de monding van de Seine.
Waterlopen: de belangrijkste rivier in het departement is de Seine.
Seine-Maritime bestaat uit de drie arrondissementen:
- Arrondissement Dieppe
- Arrondissement Le Havre
- Arrondissement Rouen

Seine-Maritime heeft 35 kantons:
- Kantons van Seine-Maritime

Seine-Maritime telt 675 gemeenten:
- Lijst van gemeenten in het departement Seine-Maritime

## Demografie
Er is geen aparte benaming voor de mensen die in dit departement wonen.

### Demografische evolutie sinds 1962
| Naam           | Index 1962 | Index 1968 | Index 1975 | Index 1982 | Index 1990 | Index 1999 | Index 2008 | Index 2019 |
| -------------- | ---------- | ---------- | ---------- | ---------- | ---------- | ---------- | ---------- | ---------- |
| Seine-Maritime | 100,0      | 107,5      | 113,2      | 115,2      | 118,1      | 119,6      | 120,5      | 121,0      |
| Frankrijk*     | 100,0      | 107,1      | 113,3      | 117,0      | 121,9      | 126,0      | 133,8      | 140,1      |

| Naam           | Inw./Km² 1962 | Inw./km² 1968 | Inw./km² 1975 | Inw./km² 1982 | Inw./km² 1990 | Inw./km² 1999 | Inw./km² 2008 | Inw./km² 2019 |
| -------------- | ------------- | ------------- | ------------- | ------------- | ------------- | ------------- | ------------- | ------------- |
| Seine-Maritime | 165,0         | 177,4         | 186,8         | 190,0         | 194,9         | 197,4         | 198,9         | 200,0         |
| Frankrijk*     | 84,2          | 90,1          | 95,4          | 98,5          | 102,7         | 106,1         | 112,7         | 119,7         |

Frankrijk* = exclusief overzeese gebieden
Bron: Recensement Populaire INSEE - 1962 tot 1999 population sans doubles comptes, nadien Population Municipale
Op 1 januari 2022 had Seine-Maritime 1.260.205 inwoners.

### De 10 grootste gemeenten in het departement
| #  | Gemeente                 | Aantal inwoners (2022) |
| -- | ------------------------ | ---------------------- |
| 1  | Le Havre                 | 166.462                |
| 2  | Rouen                    | 116.331                |
| 3  | Sotteville-lès-Rouen     | 29.039                 |
| 4  | Saint-Étienne-du-Rouvray | 28.653                 |
| 5  | Dieppe                   | 28.599                 |
| 6  | Le Grand-Quevilly        | 25.954                 |
| 7  | Le Petit-Quevilly        | 21.935                 |
| 8  | Mont-Saint-Aignan        | 20.188                 |
| 9  | Fécamp                   | 17.961                 |
| 10 | Elbeuf                   | 15.774                 |

## Afbeeldingen

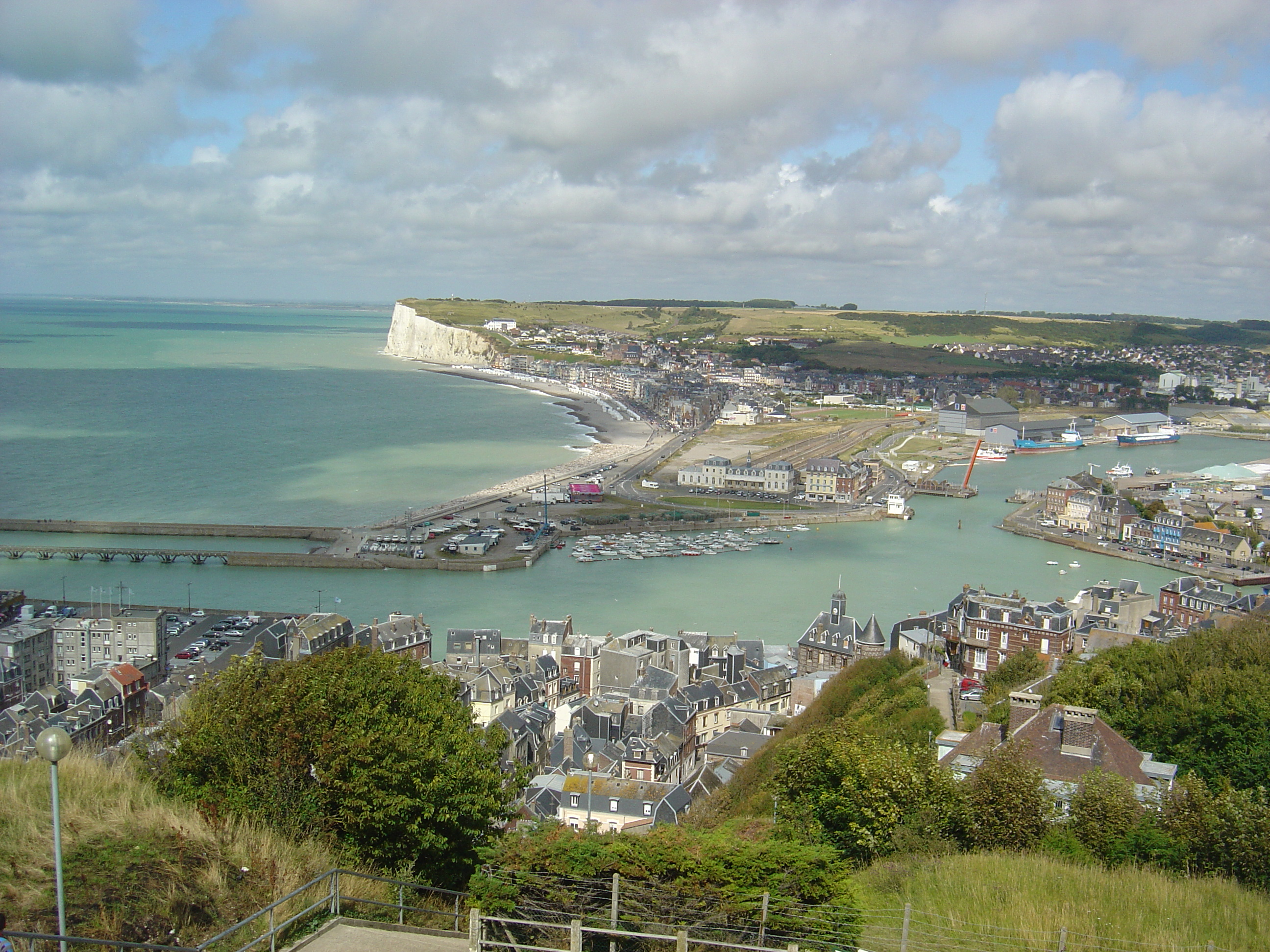
Le Tréport
Étretat
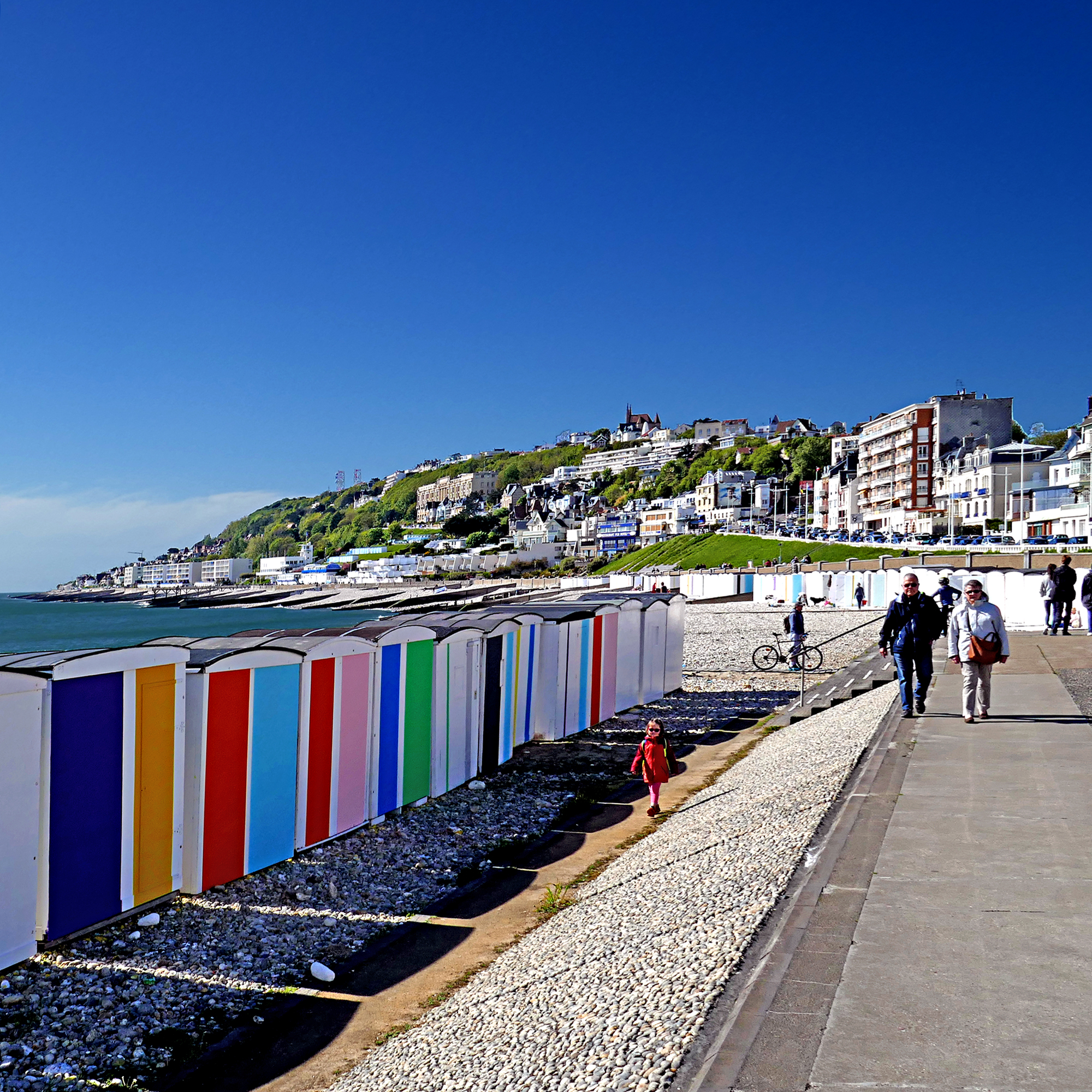
Le Havre
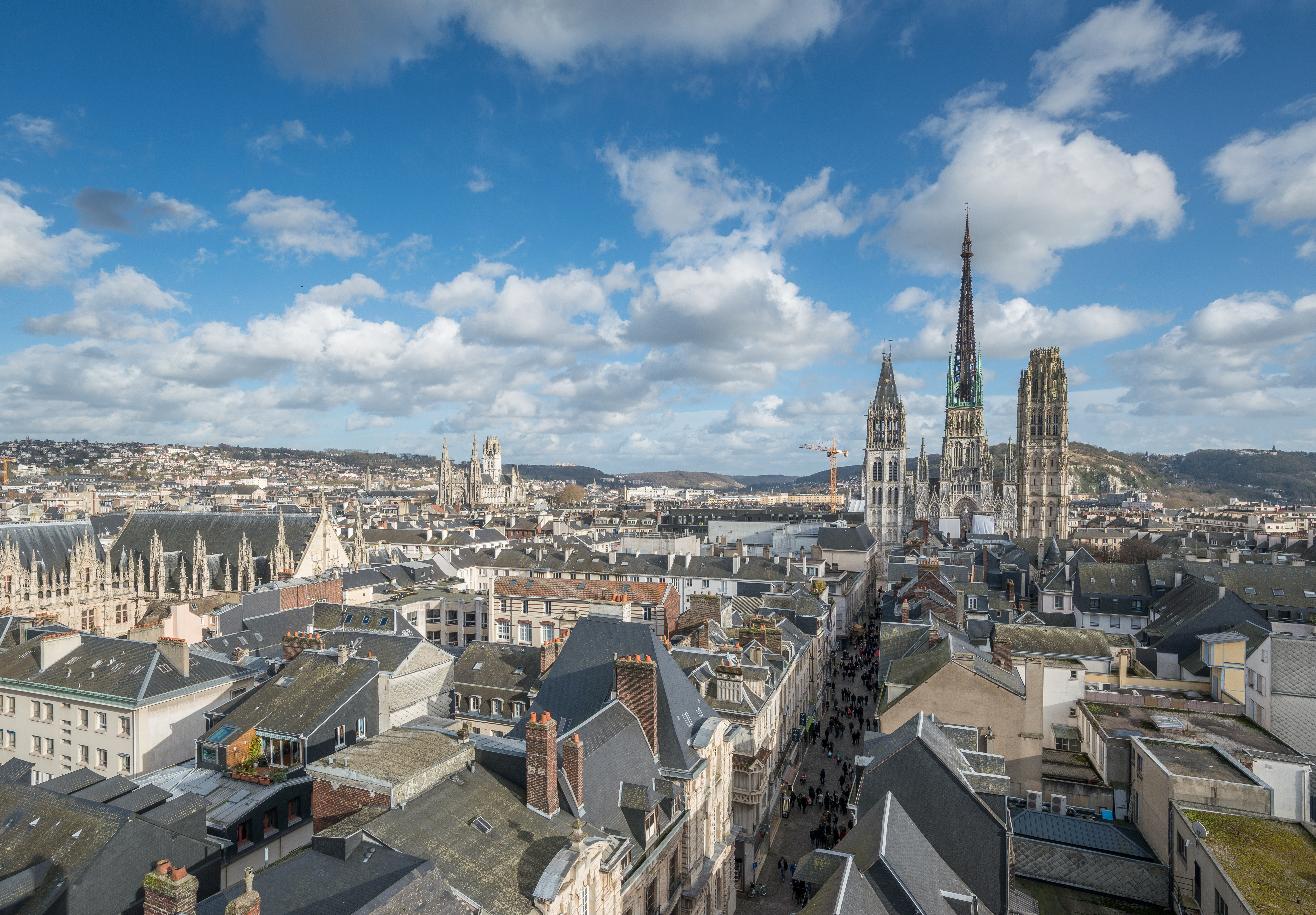
Rouen
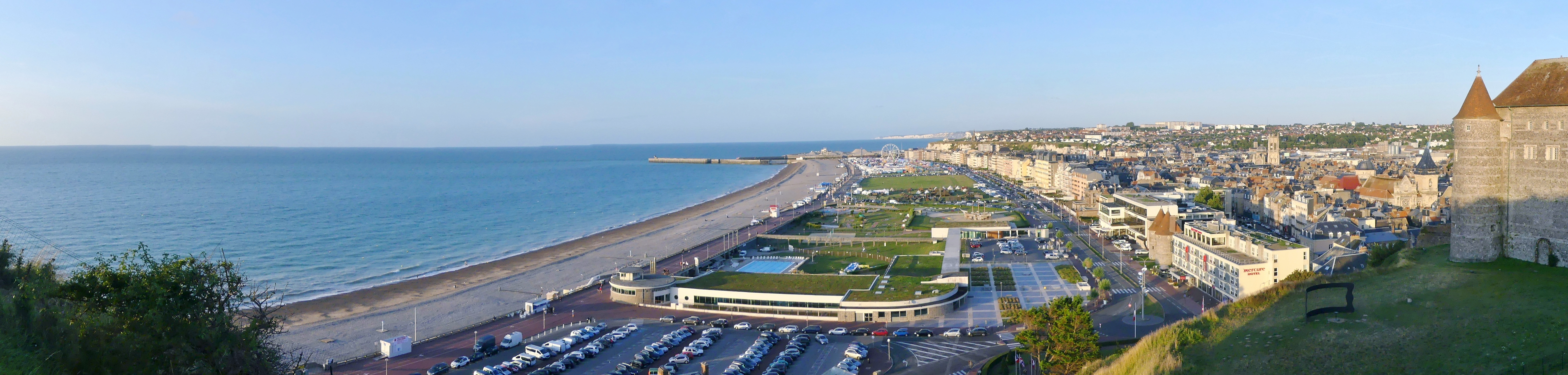
Dieppe